# Monstruo del lago Ness
El monstruo del lago Ness, comúnmente llamado Nessie, es el nombre de un animal legendario que se dice que habita en el lago Ness, un profundo lago de agua dulce cerca de la ciudad de Inverness, en Escocia. Junto con Pie Grande y Yeti, Nessie es una de las criaturas más populares y más difundidas de la criptozoología.

## Historia de los avistamientos

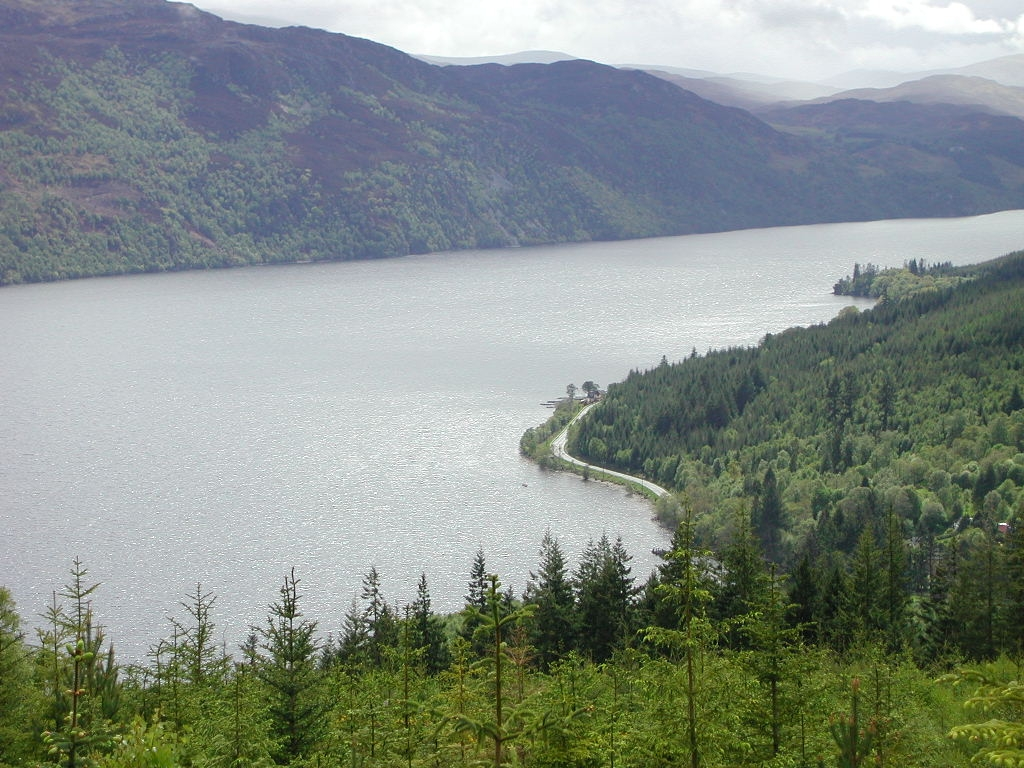
El lago Ness (en Escocia), morada del supuesto monstruo.

Los rumores de un presunto gran animal o monstruo que mora en el lago han circulado durante siglos, aunque la precisión, credibilidad y veracidad de tales historias siempre se ha cuestionado. Muchos habitantes locales argumentan a favor de su existencia; sin embargo, algunos escépticos sugieren que estos rumores de Nessie existen en su gran mayoría para favorecer a la industria del turismo y al folclore local.
La historia de los supuestos avistamientos y la creación del mito del monstruo del lago Ness sería la siguiente:
- La referencia más antigua conocida sobre una misteriosa criatura presente en el río y el lago Ness se encuentra en la Vida de San Columba (Vita Columbae, un texto del siglo VII), donde se describe que en el año 565 San Columba (521-597) habría salvado a alguien que supuestamente estaba siendo atacado por un animal en el lago.[2][3] Sin embargo, muchos críticos han cuestionado la credibilidad de esta historia, pues existe otra con características fantásticas, donde se dice que Columba habría matado a un hombre salvaje tan solo con el poder de su propia voz.[4] Igualmente algunas personas han asociado como primeras referencias antiguas leyendas locales sobre unos míticos caballos acuáticos llamados kelpies, que se dice habitarían en las profundidades de este lago. En ambas referencias se destaca que a estas criaturas no se les atribuyen las mismas características anatómicas que actualmente son atribuidas al monstruo del lago Ness.

- La primera descripción moderna sucedió en 1868. Un artículo publicado ese año en el Inverness Courier, es el primero en referirse a rumores acerca de la existencia de un «pez enorme u otra criatura» en la profundidad de las aguas.
- En 1930 el periódico Northern Chronicle publicó una noticia titulada «Una extraña experiencia en el lago Ness» en la que contaba la historia de dos pescadores que decían haber visto un animal que produjo un gran remolino cerca de Tore Point.
- En 1932 K. MacDonald afirmó que había visto a una criatura similar a un cocodrilo remontando el Lago Ness.
- El artículo definitivo sobre la hipótesis del monstruo del lago Ness fue el avistamiento que habría tenido lugar el 2 de mayo de 1933. El periódico Inverness Courier publicó la noticia de una pareja local que dijo haber visto «un enorme animal rodando y hundiéndose en la superficie». El informe del «monstruo» (título elegido por el editor del Courier) se convirtió en una sensación entre los medios. Las editoriales de Londres comenzaron a enviar reporteros a Escocia e incluso un circo ofrecía una recompensa de 20 000 libras esterlinas por la captura del monstruo.
- Más tarde, ese mismo año, A. H. Palmer, quien atestiguó un avistamiento de Nessie el 11 de agosto de 1933, a las 7:00 de la mañana, describió a una criatura que mantenía la cabeza ―a la que consideró como vista de frente― al ras del agua. Su boca, que tenía una anchura de entre 30 y 45 centímetros (doce a dieciocho pulgadas), se abría y cerraba; la abertura máxima de su boca era estimada en cerca de seis pulgadas (15 centímetros). Hasta este momento los periódicos hablaban simplemente de un pez misterioso o extraña criatura y no se referían a la criatura como un ser prehistórico. Fue descrito por primera vez como un monstruo prehistórico por una pareja de turistas (los Spicer), poco después del estreno de la mundialmente famosa película King Kong, que en esos años sumergió al público en una auténtica «monstruomanía» por todo el mundo.
- La preocupación moderna por la criatura, ya conocida como un monstruo prehistórico del lago Ness, fue despertada por la fotografía presuntamente tomada por el cirujano R. K. Wilson el 19 de abril de 1934, que parecía mostrar a una enorme criatura de cuello largo que se asomaba en el agua. Décadas más tarde, el 12 de marzo de 1994, el yerno de Marmaduke Wetherell afirmó que este había falsificado esa fotografía tras ser empleado por el periódico Daily Mail para encontrar a Nessie; indicando también que Wilson no habría tomado la foto y que su nombre fue utilizado solamente para darle más credibilidad a la misma. Sin embargo y a pesar de la confesión, esta foto ya había sido difundida por todo el mundo como una «evidencia absoluta», lo cual colocó definitivamente en la cultura popular la leyenda del monstruo del lago Ness de Escocia.
- En 2014 varias personas aseguraron haber visto a Nessie en unas imágenes aéreas publicadas por el servicio de mapas de Apple, Gary Campbell, presidente del Club Oficial de Seguidores del Monstruo del Lago Ness, se ha mostrado contento con las imágenes captadas por Apple Maps: «Ahora que tenemos espías en el cielo sobre el Lago Ness, tal vez tengamos más visitas de "cazadores de Nessie». En realidad, la imagen muestra la estela de una embarcación de tamaño medio.[5]

## Hipótesis sobre su origen

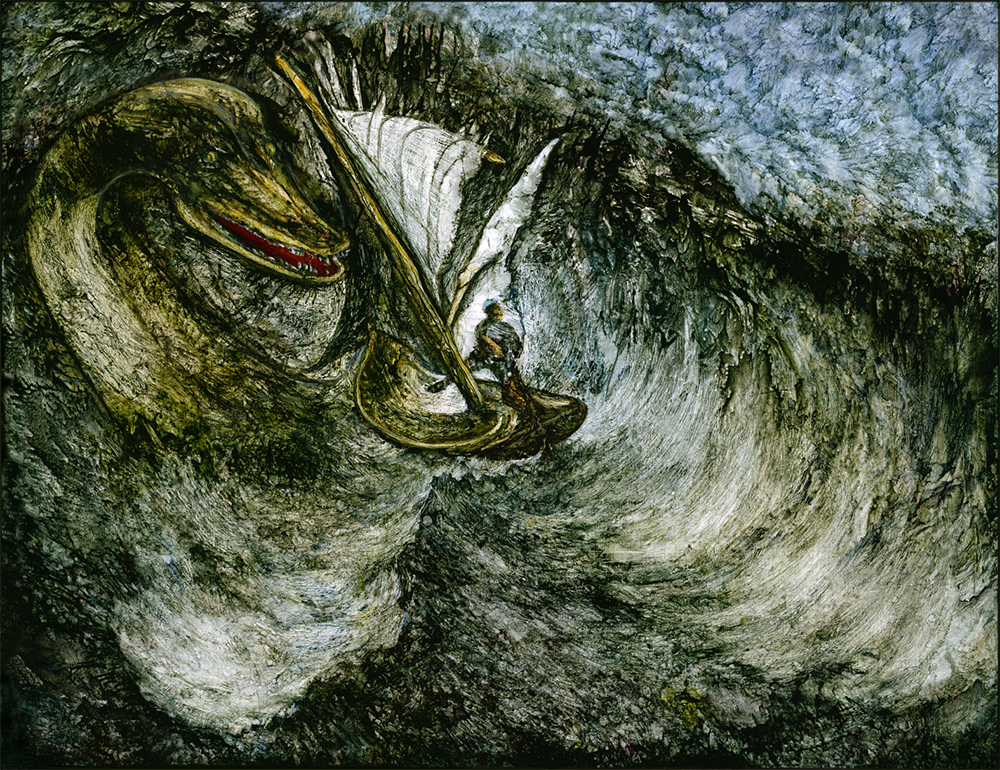
Pintura del monstruo del lago Ness, de Heikenwaelder Hugo.

### Plesiosaurio

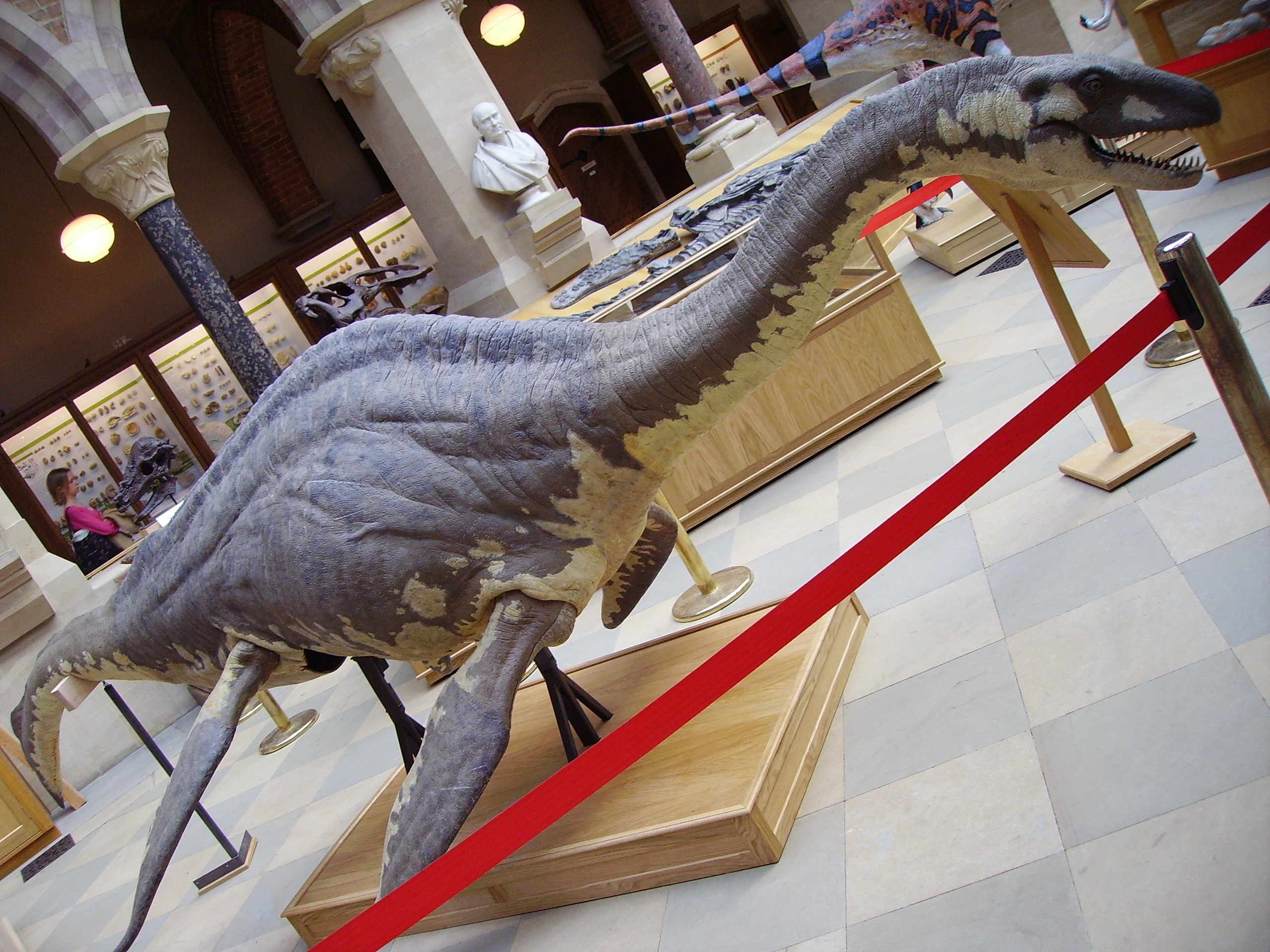
Modelo de Cryptoclidus utilizado en el programa Loch Nesso monster: the ultimate experiment, en el canal Channel 5.

La mayoría de las descripciones antiguas sobre el aspecto del monstruo indican que existiría una criatura que se asemejaría a los extintos plesiosaurios, unas criaturas acuáticas prehistóricas. Así, la descripción moderna que se le da normalmente sería similar a la que presentan los fósiles de plesiosaurios pertenecientes a la era mesozoica, que indican que este animal prehistórico debió ser un animal físicamente enorme, con un cuello alargado, una cabeza pequeña y dos pares de aletas de propulsión bajo el agua. La debatida hipótesis de la conexión de plesiosaurio con el monstruo del lago Ness hizo que se convirtiera en un asunto popular en los comienzos del campo de la criptozoología.[cita requerida]
Sin embargo, los científicos, e incluso actualmente también la gran mayoría de los criptozoólogos, sugieren que la hipótesis de que el monstruo del lago Ness sea un remanente de la especie plesiosaurio es algo que se presenta altamente inverosímil. Entre las razones dadas destacan:[cita requerida]
- Se necesitaría tener una colonia de crianza de tales criaturas para que pudiesen experimentar una supervivencia a largo plazo, y junto con el hecho de que los plesiosauros necesitaban emerger a la superficie para respirar, esto daría lugar a avistamientos más frecuentes de los que se han divulgado en la actualidad.
- El hecho de que la Osteología del cuello del plesiosaurio hace que sea absolutamente seguro decir que el plesiosaurio no podía levantar la cabeza como un cisne fuera del agua como lo hace el Monstruo del Lago Ness.
- Muchos biólogos también señalan que el lago Ness no es lo bastante grande o productivo para tener una biomasa que pueda mantener incluso a una familia pequeña de estas criaturas.
- Por otra parte, el lago fue originado como resultado de una glaciación geológica reciente y estuvo en estado sólido y congelado durante la edad del hielo.

A pesar de todo lo anterior, muchos criptozoólogos argumentan que el lago Ness es un lago con salida al mar durante cierta época del año y que quizás la criatura no sea nativa del lago mismo.

### Otro animal
Por otra parte, otros avistamientos no concuerdan con la descripción del plesiosauro o incluso con ninguna otra criatura acuática: en abril de 1923, Alfred Cruickshank afirmó haber visto una criatura de 3 a 3,5 m de largo con un lomo arqueado, similar a un elefante, que cruzaba la carretera frente a él mientras conducía su coche. Otros avistamientos reportan criaturas más similares a los camellos o caballos.[cita requerida]

### Identificación errónea
Esta hipótesis sobre la naturaleza exacta de los avistamientos de Nessie es variada: se le atribuye a la pareidolia, a la identificación errónea de focas o leones marinos, peces, troncos o grupos de animales formando filas, al producto de un espejismo o distorsiones de la luz o a efectos en el agua como olas u ondulaciones provocadas por embarcaciones. Esta hipótesis obtiene más fuerza, ya que la mayoría de los relatos y todas las fotografías que son dudosas y no se han podido descartar como falsificaciones muestran o indican a la criatura desde una gran distancia, lo cual puede alterar la real interpretación de la figura. Entre las posibles causas de equivocadas interpretaciones, destacan: 
- La presencia de un enorme esturión, el cual fue encontrado en las corrientes marinas cercanas al lago Ness. Debido al tamaño del esturión y su apariencia inusual estos animales pueden ser fácilmente confundidos con un monstruo por alguien no familiarizado con ellos.
- Una hipótesis reciente que postula que el «monstruo» es realmente nada más que el efecto de burbujas causada por actividad volcánica en el fondo del lago. Este argumento posterior está basado en menor grado con una correlación entre el movimiento tectónico y los avistamientos reportados.
- Un científico escocés lanzó la más reciente hipótesis sobre la posible existencia del «monstruo del lago Ness». Sostiene que las vistas que se fotografiaron en más de una oportunidad, pudieron haber sido elefantes de circo que visitaban la zona de Inverness en los años treinta. Visto según el dibujo que acompañó a la presentación de sus resultados, la trompa y la joroba del elefante corresponderían a esas imágenes del pasado que dieron vida a la leyenda del monstruo.
- Sin embargo, como cualquier mito contemporáneo o antiguo, la existencia de Nessie se contrapone con la simple lógica. Para que pueda sobrevivir una especie en un ambiente de dimensiones finitas como un lago, se necesita un número mínimo de individuos para reproducirse y mantener la especie. En el lago Ness, no hay suficiente alimento para mantener los 10 o 15 animales de esas dimensiones necesarios. Más aún, como todo animal, los «Nessies» deben crecer y morir. Sin importar su número, los cadáveres deben aparecer tarde o temprano en la orilla, aunque sea un solo hueso. Recordemos que algunos dinosaurios han sido identificados solo por un fragmento óseo pequeño. Ningún resto orgánico ha aparecido, nada que arroje un ADN desconocido. Recordemos que criaturas en ambientes aún más remotos que un lago (como el fondo oceánico) han dado pruebas de su existencia mediante sus restos; conocido es el caso del calamar gigante.[cita requerida]

Existe una especie de tiburón muy grande en aguas del Atlántico Norte llamado tiburón boreal o de Groenlandia que se ha observado en la costa de Escocia, que puede entrar en el lago y que, cuando emerge parcialmente del agua, tiene una espalda característica que puede ser confundida.[cita requerida]

## Presuntas pruebas

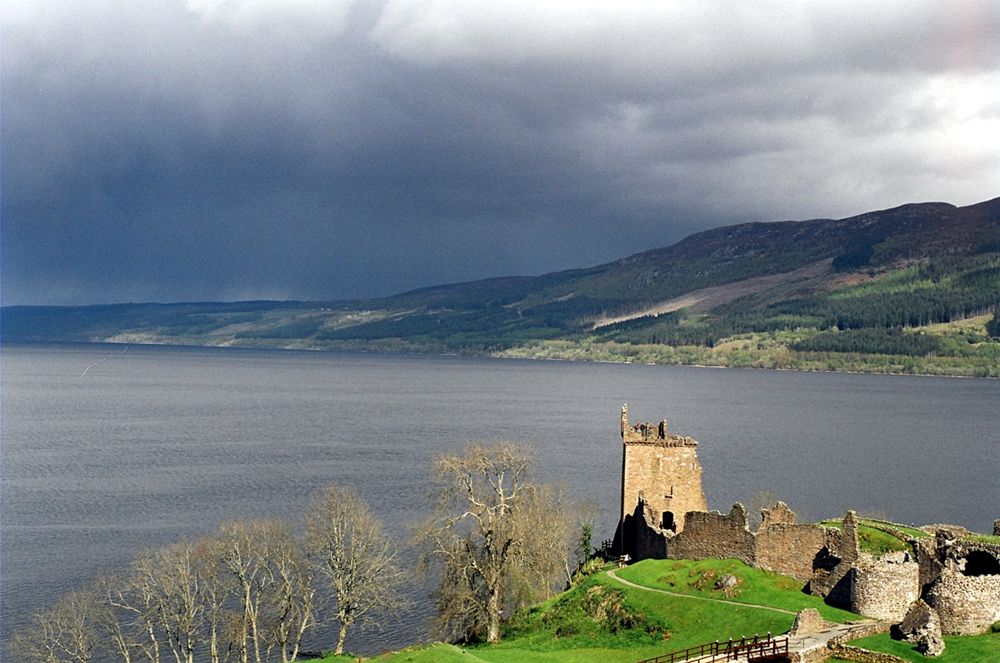
El lago Ness es uno de los cuerpos de agua más famosos y misteriosos del mundo. Está ubicado en las Tierras Altas de Escocia, cerca de la ciudad de Inverness.

Algunos argumentan que la historia de los avistamientos del «monstruo» en el lago son evidencia circunstancial que afirma la existencia de esta criatura; incluso muchos han señalado que existen pruebas que apoyan la existencia del Monstruo del lago Ness. Sin embargo, con el paso del tiempo estas pruebas han sido descartadas. Ejemplo de ello ha sido:

### La fotografía obtenida por Wetherell
La afamada fotografía de esta criatura obtenida por Wetherell y que durante mucho tiempo se consideró como la prueba del Monstruo del lago Ness fue confirmada como un engaño por las confesiones de Chris Spurling, yerno de Marmaduke Wetherell, en su lecho de muerte. Spurling afirmó que dicha fotografía, la cual inspiró un gran interés popular por el monstruo, era en realidad un montaje de arcilla pegada a un submarino de juguete. Wetherell, uno de los grandes cazadores, había sido convencido falsamente para buscar a un monstruo imaginario en los alrededores que resultó ser una broma de niños, lo que provocó que fuese ridiculizado públicamente por el Daily Mail, el diario que lo empleó. Por consiguiente, Marmaduke Wetherell realizó una broma para tomar venganza, y trabajó en esta con Chris Spurling (su yerno según lo mencionado), un especialista en la escultura; Ian Marmaduke (su hijo), quien compró el material para el Nessie falso, y Maurice Chambers (un agente de seguros), quien llamaría a Robert Wilson (un cirujano) para que publicara las fotografías.

### Las fotografías obtenidas por Robert Rines
En 1972 un grupo encabezado por el abogado estadounidense Robert Rines obtuvo algunas fotografías subacuáticas. Una de ellas era una vaga imagen, quizás de una aleta romboidal. Con base en esta fotografía, Sir Peter Scott, uno de los naturalistas más conocidos de Gran Bretaña, anunció en 1975 que el nombre científico del monstruo sería en adelante Nessiteras rhombopteryx (del griego ‘monstruo de Ness con aleta de forma diamantada’). Otros han argumentado que el objeto podría ser simplemente una aleta de algún pez.
Esto permitiría que Nessie fuese agregado a un registro británico de la ‘fauna oficialmente protegida’. Se puede notar, por los periódicos de Londres, que con el nombre Nessiteras rhombopteryx se puede crear un anagrama de monster hoax by Sir Peter S (monstruo de broma de Sir Peter Scott.).
Las fotografías subacuáticas fueron obtenidas examinando cuidadosamente las profundidades del lago con el radar, sobre el curso de varios días, en búsqueda de actividad subacuática inusual. Una cámara fotográfica subacuática con una luz de alta potencia colocada (necesaria para penetrar la famosa oscuridad del lago Ness) fue montada para registrar imágenes debajo de la superficie. En varias de las fotografías resultantes, de pésima calidad, los autores indican la existencia de un animal que se asemejaría a un plesiosaurio en varias posiciones. También se obtuvieron algunos acercamientos de lo que se sugiere que es la aleta en forma de diamante, en diferentes posiciones, lo que indicaría movimiento. Sin embargo, la comunidad científica e incluso muchos criptozoólogos han descartado estas pruebas, ya que se conoce que todas estas fotografías fueron modificadas por computador, y no corresponden a las originales. Ejemplo de ello se presentaría en la fotografía que se conoce popularmente como la imagen de una aleta. En esta fotografía la imagen está girada en comparación con la original, y además fue obtenida mediante retoques que se hicieron por ordenador para sugerir la forma deseada. La fotografía original, al ser observada, solo muestra lo que parecen ser sedimentos del fondo del lago. Un tocón de un árbol sumergido en la misma posición donde se tomó la foto posee una apariencia similar a la del supuesto monstruo en la imagen.

## En la cultura popular
Si la criatura extraña vive realmente en el lago, el monstruo del lago Ness tiene cierta significación para la economía local. Docenas de hoteles, operadores de tours en bote y comerciantes de baratijas relacionadas al fenómeno deben parte de su sustento a este monstruo, aunque la gente también visita el lago por muchas otras razones diferentes a la de ver al monstruo. Por lo tanto, es probable que la leyenda perdure mucho tiempo.
El monstruo del lago Ness es muy conocido en la cultura popular del Reino Unido y Escocia.
Una historia del personaje británico El Santo, titulada The Convenient Monster, era protagonizada por el monstruo del lago Ness. La historia apareció en la colección de 1962 Trust the Saint y fue incluida en la publicación The Fantastic Saint (1982). El episodio fue emitido por televisión el 4 de noviembre de 1966, en la quinta temporada en la BBC, protagonizada por Roger Moore.
La serie de televisión Los Simpson incluye en un episodio (#224, Monty Can't Buy Me Love) al monstruo del lago Ness, en el que el señor Burns envía a Homer, al conserje Willy y al profesor Frink a Escocia para capturar la criatura. Después de un intento fallido de encontrar al monstruo, el señor Burns ordena drenar el lago y encuentran al monstruo para llevarlo de regreso a Springfield. Después de revelar una liberación desastrosa y evocadora del alboroto de King Kong, el señor Burns le da un nuevo trabajo a Nessie dentro de un casino, cosa que molesta y fastidia un poco a los escoceses como insulto a su centro turístico.
El Pokémon Lapras está basado en el monstruo del Lago Ness, así también como en un plesiosaurio.
En el videojuego Super Mario 64 hay un nivel en el que encontramos a un monstruo marítimo (que ayuda a Mario) llamado Dorrie. Este monstruo es una referencia a Nessie y el lago en el que vive, el lago Ness.
De igual en forma, en el videojuego de Capcom Dino Crisis 2 del año 2000 para la primera PlayStation aparece el Plesiosaurio en unas cuantas misiones del juego, especie con la que se le relaciona a la leyenda de la criatura.
La serie de televisión Scooby Doo incluyó una película llamada Scooby-Doo y el Monstruo del Lago Ness. En esta, el grupo se dirige a Escocia a solucionar el misterio del monstruo del lago Ness. Resultó que el monstruo era tan solo una máquina, aunque se hace alusión a la existencia del monstruo real en la conclusión.
En la serie animada de Disney Gargoyles - Héroes mitológicos, en el capítulo 39 titulado «Monstruos» (perteneciente a la segunda temporada), los protagonistas principales (Goliat, Eliza, Ángela y Bronx) en uno de sus viajes alrededor del mundo llegan al famoso lago Ness. Allí se encuentran no con uno sino con una familia compuesta de tres criaturas. Las gárgolas batallan con un científico malvado. Este las quiere capturar para experimentar con ellas y en el proceso las gárgolas y los monstruos del lago Ness se hacen amigos.
En la serie Dinoplatívolos Terry, la arqueopterix se topa en el lago Ness con el monstruo que resulta ser un plesiosaurio hembra.
En la miniserie británica de Invasión Jurásica es mencionado como un animal primitivo que cruzó un portal espacio-temporal (llamados "anomalías" en la serie) y que lo ha cruzado varias veces.
En el juego Tomb Raider - The Lost Artifact, Lara Croft viaja a Escocia a encontrar la pérdida mano de Rathmore. Una vez ahí encuentra en las catacumbas del castillo de Willard al monstruo del lago Ness. En el juego hay dos versiones de Nessie, puesto que dentro de su versión robótica se pueden ver unos planos donde tiene forma de un plesiosaurio, mientras que la Nessie que ve Lara, la verdadera Nessie tiene forma de serpiente marina.
The Loch Ness Monster fue el nombre usado por el difunto luchador Giant Haystacks durante su breve carrera en los Estados Unidos.
La película The Water Horse: Legend of the Deep, basada en el libro del escritor inglés Dick King-Smith, trata sobre la amistad entre un niño y la presunta criatura del lago Ness durante la Segunda Guerra Mundial.
En el anime Dino Rey (Kodai Ōja Kyōryū Kingu), creado por Sega en colaboración con Sunrise y dristribuido en Latinoamérica por Jetix, se habla de que deben ir a atrapar un dinosaurio en el lago Ness pero resulta ser un Amargasaurus, a pesar de que al final se ve una escena en que aparece Nessie y rompe el bote del Equipo Alfa con el oleaje.
En el capítulo «El monstruo del lago narices», de la serie Phineas y Ferb de Disney, los niños conocen a una criatura en el lago cuyo nombre es Nossie, refiriéndose al lago Ness y a Nessie respectivamente.
En la película de 2007 Futurama: Bender's Big Score (El gran golpe de Bender), aparece el monstruo del lago Ness que resulta ser un tronco con una careta.
En varios programas de investigación pertenecientes a Discovery Channel o History Channel, se muestran segmentos en los cuales se investiga a Nessie y al lago Ness como MonsterQuest o Extranormal.
En Phoenix Wright: Ace Attorney, el cuarto caso del juego se desarrolla en el lago Gourd, donde supuestamente se avistó un monstruo al cual llamaron Gourdy, en referencia al Monstruo del Lago Ness, el cual también es mencionado en dicho juego.
En Little House on Prairie, la señora Oleson compra un lago y en el transcurso del episodio, aparece el monstruo del lago Ness, referenciado como monstruo del lago Oleson. Además, este es controlado por Laura Ingalls y sus amigos.

### En el cine
- The Private Life of Sherlock Holmes (1970)
- Doctor Who: El terror de los Zigones (TV) (1975)
- Lago Ness (película) (1996)
- Mi monstruo y yo (2007) - The Water Horse: Legend of the Deep
- El secreto del Lago Ness (TV) (2008)
- Pánico en el lago (TV) (2008)
- Lago Ness 2 (TV) (2010)